# عقود الجواهر المنيفة في أدلة مذهب الإمام أبي حنيفة
عقود الجواهر المنيفة في أدلة مذهب أبي حنيفة، كتاب من تصنيف الشيخ محمد مرتضى الزبيدي، صاحب كتاب تاج العروس من جواهر القاموس، والكتاب من الكتب الإسلامية التي تتناول موضوع الفقه على المذهب الحنفي للإمام أبو حنيفة النعمان، وفيه شرح الأدلة من الكتاب والسنة في المذهب الحنفي.

## نبذة عن المؤلف
هو علامة بالحديث واللغة العربية والأنساب ومن كبار المصنفين في عصره، ولد عام 1145 هـ/1732م، في بلجرام وهي بلدة في الهند ونشأ في زبيد باليمن، ورحل إلى الحجاز، وأقام بمصر، وأصله من واسط في العراق. وتوفي بمرض الطاعون في مصر، عام 1205 هـ/1790م.